# Invazivni duktalni rak dojke
Invazivni duktalni rak dojke (ali invazivni duktalni karcinom dojke, po razvrstitvi SZO: invazivni karcinom brez drugih specifičnih lastnosti) je rak dojke, ki je vzniknil iz epitelija mlečnih izvodil in že prodrl v stromo dojke. Lahko se pa po mezgovnicah razširi v bezgavke ali po krvnih žilah v oddaljene organe. Je najpogostejši histološki tip raka dojke in po navedbah v literaturi predstavlja 41–75 % oziroma tudi do 80 % vseh rakov dojke. Tudi pri moških, pri katerih je rak dojke sicer zelo redek, je to najpogostejša oblika raka dojke.
Invazivni duktalni rak dojke zajema več podoblik: pleomorfni rak dojke, rak dojke z osteoklastom podobnimi stromalnimi celicami velikankami, rak dojke s horiokarcinomatoznimi značnostmi in rak dojke z melatoničnimi značilnostmi. Diagnoza temelji na izključevanju drugih vrst raka dojke, kar pomeni, da je treba v postopku diagnoze izločiti prisotnost drugih vrst raka dojke.

## Značilnosti
Invazivni duktalni rak dojke je najpogostejša oblika raka dojke in predstavlja do 80 % vseh primerov raka dojke. Je tudi najpogostejša oblika raka dojke pri moških. Na mamogramu je običajno viden kot tvorba z drobnimi konicami, ki štrlijo iz njenih robov. Ob telesnem pregledu je tumor praviloma na otip veliko čvrstejši kot nerakave tvorbe (na primer fibroadenom). Mikroskopska preiskava vzorca tkiva prikaže rakave celice, ki vdirajo in nadomeščajo okolno zdravo tkivo. Histološko se razvršča v več podtipov.

## Znaki in simptomi
Pogosto invazivni duktalni rak dojke sprva ne povzroča simptomov in ga diagnosticirajo med rednim pregledom z mamografijo. On pojavu simptomov lahko bolnica (oziroma v redkih primerih bolnik) začuti nebolečo tvorbo v dojki, ki se pri ženskah se spreminja tekom menstrualnega cikla. :274–275 Prisoten je lahko tudi tiščoč občutek na koži dojke, nad tvorbo. Pri vseh oblikah raka dojke, ki zasevajo, se lahko pojavijo povečane bezgavke in simptomi, odvisni od prizadetosti drugih organov. :746–747

## Zdravljenje
Zdravljenje je med drugim odvisno od velikosti tumorja, napredovalosti bolezni, stopnje raka ter prisotnosti hormonskih in HER2-receptorjev. Zdravljenje lahko zajema operacijo, obsevanje in zdravljenje z zdravili (kemoterapijo, hormonskimi zdravili in/ali tarčnimi zdravili).